# 17. etape af Giro d'Italia 2021
17. etape af Giro d'Italia 2021 er en 193 km lang bjergetape, som køres den 26. maj 2021 med start i Canazei og mål på Sega di Ala. Etapen kommer efter løbets anden og sidste hviledag.

## Resultater

### Etaperesultat
| \| Etaperesultat \| Etaperesultat \| Etaperesultat \| Etaperesultat \| Etaperesultat \| \| Rytter \| Rytter \| Hold \| Tid \| \| \| ------------- \| --------------- \| ---------------------- \| ------------- \| ------------- \| \| 1. \| Daniel Martin \| Israel Start-Up Nation \| 4t 54' 38" \| \| \| 2. \| João Almeida \| Deceuninck-Quick Step \| + 13" \| \| \| 3. \| Simon Yates \| BikeExchange \| + 30" \| \| \| 4. \| Diego Ulissi \| UAE Team Emirates \| + 1' 20" \| \| \| 5. \| Damiano Caruso \| Bahrain Victorious \| + 1' 20" \| \| \| 6. \| Daniel Martínez \| Ineos Grenadiers \| + 1' 23" \| \| \| 7. \| Egan Bernal \| Ineos Grenadiers \| + 1' 23" \| \| \| 8. \| Antonio Pedrero \| Movistar Team \| + 1' 38" \| \| \| 9. \| Pello Bilbao \| Bahrain Victorious \| + 1' 43" \| \| \| 10. \| George Bennett \| Jumbo-Visma \| + 2' 21" \| \| |                 |                        |            |
| |                 |                        |            |
| Kilde: ProCyclingStats |                 |                        |            |
| Etaperesultat |                 |                        |            |
| Rytter | Rytter          | Hold                   | Tid        |
| 1. | Daniel Martin   | Israel Start-Up Nation | 4t 54' 38" |
| 2. | João Almeida    | Deceuninck-Quick Step  | + 13"      |
| 3. | Simon Yates     | BikeExchange           | + 30"      |
| 4. | Diego Ulissi    | UAE Team Emirates      | + 1' 20"   |
| 5. | Damiano Caruso  | Bahrain Victorious     | + 1' 20"   |
| 6. | Daniel Martínez | Ineos Grenadiers       | + 1' 23"   |
| 7. | Egan Bernal     | Ineos Grenadiers       | + 1' 23"   |
| 8. | Antonio Pedrero | Movistar Team          | + 1' 38"   |
| 9. | Pello Bilbao    | Bahrain Victorious     | + 1' 43"   |
| 10. | George Bennett  | Jumbo-Visma            | + 2' 21"   |

### Klassement efter etapen
| \| Samlede stilling \| Samlede stilling \| Samlede stilling \| Samlede stilling \| Samlede stilling \| \| Rytter \| Rytter \| Hold \| Tid \| \| \| ---------------- \| ---------------- \| --------------------- \| ---------------- \| ---------------- \| \| 1. \| Egan Bernal \| Ineos Grenadiers \| 71t 32' 05" \| \| \| 2. \| Damiano Caruso \| Bahrain Victorious \| + 2' 21" \| \| \| 3. \| Simon Yates \| BikeExchange \| + 3' 23" \| \| \| 4. \| Aleksandr Vlasov \| Astana-Premier Tech \| + 6' 03" \| \| \| 5. \| Hugh Carthy \| EF Education-Nippo \| + 6' 09" \| \| \| 6. \| Romain Bardet \| Team DSM \| + 6' 31" \| \| \| 7. \| Daniel Martínez \| Ineos Grenadiers \| + 7' 17" \| \| \| 8. \| João Almeida \| Deceuninck-Quick Step \| + 8' 45" \| \| \| 9. \| Tobias Foss \| Jumbo-Visma \| + 9' 18" \| \| \| 10. \| Giulio Ciccone \| Trek-Segafredo \| + 11' 26" \| \| |                  |                       |             |
| |                  |                       |             |
| Kilde: ProCyclingStats |                  |                       |             |
| Samlede stilling |                  |                       |             |
| Rytter | Rytter           | Hold                  | Tid         |
| 1. | Egan Bernal      | Ineos Grenadiers      | 71t 32' 05" |
| 2. | Damiano Caruso   | Bahrain Victorious    | + 2' 21"    |
| 3. | Simon Yates      | BikeExchange          | + 3' 23"    |
| 4. | Aleksandr Vlasov | Astana-Premier Tech   | + 6' 03"    |
| 5. | Hugh Carthy      | EF Education-Nippo    | + 6' 09"    |
| 6. | Romain Bardet    | Team DSM              | + 6' 31"    |
| 7. | Daniel Martínez  | Ineos Grenadiers      | + 7' 17"    |
| 8. | João Almeida     | Deceuninck-Quick Step | + 8' 45"    |
| 9. | Tobias Foss      | Jumbo-Visma           | + 9' 18"    |
| 10. | Giulio Ciccone   | Trek-Segafredo        | + 11' 26"   |

| Pointkonkurrence | Pointkonkurrence | Pointkonkurrence                   | Pointkonkurrence | Pointkonkurrence |
| Rytter           | Rytter           | Hold                               | Point            |                  |
| ---------------- | ---------------- | ---------------------------------- | ---------------- | ---------------- |
| 1.               | Peter Sagan      | Bora-Hansgrohe                     | 135 point        |                  |
| 2.               | Davide Cimolai   | Israel Start-Up Nation             | 113 point        |                  |
| 3.               | Fernando Gaviria | UAE Team Emirates                  | 110 point        |                  |
| 4.               | Elia Viviani     | Cofidis                            | 86 point         |                  |
| 5.               | Dries De Bondt   | Alpecin-Fenix                      | 63 point         |                  |
| 6.               | Egan Bernal      | Ineos Grenadiers                   | 59 point         |                  |
| 7.               | Edoardo Affini   | Jumbo-Visma                        | 50 point         |                  |
| 8.               | Andrea Pasqualon | Intermarché-Wanty-Gobert Matériaux | 49 point         |                  |
| 9.               | Umberto Marengo  | Bardiani CSF Faizanè               | 45 point         |                  |
| 10.              | Matteo Moschetti | Trek-Segafredo                     | 44 point         |                  |

| Pointkonkurrence | Pointkonkurrence | Pointkonkurrence                   | Pointkonkurrence | Pointkonkurrence |
| Rytter           | Rytter           | Hold                               | Point            |                  |
| ---------------- | ---------------- | ---------------------------------- | ---------------- | ---------------- |
| 1.               | Peter Sagan      | Bora-Hansgrohe                     | 135 point        |                  |
| 2.               | Davide Cimolai   | Israel Start-Up Nation             | 113 point        |                  |
| 3.               | Fernando Gaviria | UAE Team Emirates                  | 110 point        |                  |
| 4.               | Elia Viviani     | Cofidis                            | 86 point         |                  |
| 5.               | Dries De Bondt   | Alpecin-Fenix                      | 63 point         |                  |
| 6.               | Egan Bernal      | Ineos Grenadiers                   | 59 point         |                  |
| 7.               | Edoardo Affini   | Jumbo-Visma                        | 50 point         |                  |
| 8.               | Andrea Pasqualon | Intermarché-Wanty-Gobert Matériaux | 49 point         |                  |
| 9.               | Umberto Marengo  | Bardiani CSF Faizanè               | 45 point         |                  |
| 10.              | Matteo Moschetti | Trek-Segafredo                     | 44 point         |                  |

| Bjergkonkurrence | Bjergkonkurrence  | Bjergkonkurrence       | Bjergkonkurrence | Bjergkonkurrence |
| Rytter           | Rytter            | Hold                   | Point            |                  |
| ---------------- | ----------------- | ---------------------- | ---------------- | ---------------- |
| 1.               | Geoffrey Bouchard | AG2R Citroën Team      | 180 point        |                  |
| 2.               | Egan Bernal       | Ineos Grenadiers       | 109 point        |                  |
| 3.               | Daniel Martin     | Israel Start-Up Nation | 79 point         |                  |
| 4.               | Bauke Mollema     | Trek-Segafredo         | 53 point         |                  |
| 5.               | Lorenzo Fortunato | Eolo-Kometa            | 52 point         |                  |
| 6.               | Damiano Caruso    | Bahrain Victorious     | 41 point         |                  |
| 7.               | Dries De Bondt    | Alpecin-Fenix          | 39 point         |                  |
| 8.               | Giulio Ciccone    | Trek-Segafredo         | 34 point         |                  |
| 9.               | João Almeida      | Deceuninck-Quick Step  | 30 point         |                  |
| 10.              | Jan Tratnik       | Bahrain Victorious     | 26 point         |                  |

| Bjergkonkurrence | Bjergkonkurrence  | Bjergkonkurrence       | Bjergkonkurrence | Bjergkonkurrence |
| Rytter           | Rytter            | Hold                   | Point            |                  |
| ---------------- | ----------------- | ---------------------- | ---------------- | ---------------- |
| 1.               | Geoffrey Bouchard | AG2R Citroën Team      | 180 point        |                  |
| 2.               | Egan Bernal       | Ineos Grenadiers       | 109 point        |                  |
| 3.               | Daniel Martin     | Israel Start-Up Nation | 79 point         |                  |
| 4.               | Bauke Mollema     | Trek-Segafredo         | 53 point         |                  |
| 5.               | Lorenzo Fortunato | Eolo-Kometa            | 52 point         |                  |
| 6.               | Damiano Caruso    | Bahrain Victorious     | 41 point         |                  |
| 7.               | Dries De Bondt    | Alpecin-Fenix          | 39 point         |                  |
| 8.               | Giulio Ciccone    | Trek-Segafredo         | 34 point         |                  |
| 9.               | João Almeida      | Deceuninck-Quick Step  | 30 point         |                  |
| 10.              | Jan Tratnik       | Bahrain Victorious     | 26 point         |                  |

| Ungdomskonkurrence | Ungdomskonkurrence | Ungdomskonkurrence    | Ungdomskonkurrence | Ungdomskonkurrence |
| Rytter             | Rytter             | Hold                  | Tid                |                    |
| ------------------ | ------------------ | --------------------- | ------------------ | ------------------ |
| 1.                 | Egan Bernal        | Ineos Grenadiers      | 71t 32' 05"        |                    |
| 2.                 | Aleksandr Vlasov   | Astana-Premier Tech   | + 6' 03"           |                    |
| 3.                 | Daniel Martínez    | Ineos Grenadiers      | + 7' 17"           |                    |
| 4.                 | João Almeida       | Deceuninck-Quick Step | + 8' 45"           |                    |
| 5.                 | Tobias Foss        | Jumbo-Visma           | + 9' 18"           |                    |
| 6.                 | Attila Valter      | Groupama-FDJ          | + 35' 12"          |                    |
| 7.                 | Lorenzo Fortunato  | Eolo-Kometa           | + 38' 31"          |                    |
| 8.                 | Remco Evenepoel    | Deceuninck-Quick Step | + 1t 03' 12"       |                    |
| 9.                 | Michael Storer     | Team DSM              | + 1t 36' 47"       |                    |
| 10.                | Einer Rubio        | Movistar Team         | + 1t 43' 37"       |                    |

| Ungdomskonkurrence | Ungdomskonkurrence | Ungdomskonkurrence    | Ungdomskonkurrence | Ungdomskonkurrence |
| Rytter             | Rytter             | Hold                  | Tid                |                    |
| ------------------ | ------------------ | --------------------- | ------------------ | ------------------ |
| 1.                 | Egan Bernal        | Ineos Grenadiers      | 71t 32' 05"        |                    |
| 2.                 | Aleksandr Vlasov   | Astana-Premier Tech   | + 6' 03"           |                    |
| 3.                 | Daniel Martínez    | Ineos Grenadiers      | + 7' 17"           |                    |
| 4.                 | João Almeida       | Deceuninck-Quick Step | + 8' 45"           |                    |
| 5.                 | Tobias Foss        | Jumbo-Visma           | + 9' 18"           |                    |
| 6.                 | Attila Valter      | Groupama-FDJ          | + 35' 12"          |                    |
| 7.                 | Lorenzo Fortunato  | Eolo-Kometa           | + 38' 31"          |                    |
| 8.                 | Remco Evenepoel    | Deceuninck-Quick Step | + 1t 03' 12"       |                    |
| 9.                 | Michael Storer     | Team DSM              | + 1t 36' 47"       |                    |
| 10.                | Einer Rubio        | Movistar Team         | + 1t 43' 37"       |                    |

| Holdkonkurrence | Holdkonkurrence       | Holdkonkurrence | Holdkonkurrence |
| Hold            | Hold                  | Tid             |                 |
| --------------- | --------------------- | --------------- | --------------- |
| 1.              | Ineos Grenadiers      | 15t 04' 48"     |                 |
| 2.              | Jumbo-Visma           | + 26' 40"       |                 |
| 3.              | Trek-Segafredo        | + 30' 29"       |                 |
| 4.              | Team BikeExchange     | + 44' 26"       |                 |
| 5.              | Team DSM              | + 1t 02' 11"    |                 |
| 6.              | Astana-Premier Tech   | + 1t 03' 19"    |                 |
| 7.              | Movistar Team         | + 1t 09' 24"    |                 |
| 8.              | EF Education-Nippo    | + 1t 13' 17"    |                 |
| 9.              | Bahrain Victorious    | + 1t 16' 52"    |                 |
| 10.             | Deceuninck-Quick Step | + 1t 28' 33"    |                 |

| Holdkonkurrence | Holdkonkurrence       | Holdkonkurrence | Holdkonkurrence |
| Hold            | Hold                  | Tid             |                 |
| --------------- | --------------------- | --------------- | --------------- |
| 1.              | Ineos Grenadiers      | 15t 04' 48"     |                 |
| 2.              | Jumbo-Visma           | + 26' 40"       |                 |
| 3.              | Trek-Segafredo        | + 30' 29"       |                 |
| 4.              | Team BikeExchange     | + 44' 26"       |                 |
| 5.              | Team DSM              | + 1t 02' 11"    |                 |
| 6.              | Astana-Premier Tech   | + 1t 03' 19"    |                 |
| 7.              | Movistar Team         | + 1t 09' 24"    |                 |
| 8.              | EF Education-Nippo    | + 1t 13' 17"    |                 |
| 9.              | Bahrain Victorious    | + 1t 16' 52"    |                 |
| 10.             | Deceuninck-Quick Step | + 1t 28' 33"    |                 |